# Hellmuth Walter
Hellmuth Walter (26. srpna 1900 – 16. prosince 1980) byl německý průkopník v oblasti plynových turbín, jeden z vedoucích pracovníků ve výzkumné skupině Wernhera von Brauna a projektant ponorek, vynalezl systém pohonu bez přístupu vzduchu (tzv. air-independent propulsion (AIP), založenému na rozpadu H2O2 na O2 za katalyzace KMnO4). Navrhl také motory, které byly hojně používané v německé Luftwaffe, například stíhacími letouny Messerschmitt Me 163 a Bachem Ba 349.

## Raná léta
Hellmuth Walter se narodil roku 1900 ve městě Wedel. Už během studia na střední škole pracoval jako strojník na praxi v Hamburku a roku 1921 zahájil studium strojírenství na Hamburském technickém institutu. Studia však předčasně ukončil, aby mohl být firmou AG Vulcan Stettin přijat pro práci ve štětínské loděnici.
Zde se začal zajímat o námořní využití motoru s vnitřním spalováním a jeho nevýhody. Uvědomil si, že kdyby byl motor poháněn palivem bohatým na kyslík, nepotřeboval by tento kyslík čerpat ze vzduchu nebo nádrží. Za palivo zvolil peroxid vodíku (T-stoff) s manganistanem draselným (Z-Stoff) a svůj nápad si nechal roku 1925 patentovat. V roce 1933 svůj nápad dovedl do konce a vyvinul kompletní parní turbínu pro ponorky.

## Podnikatel
Walter se přestěhoval do Kielu, kde založil roku 1935 vlastní společnost Ingenieurbüro Hellmuth Walter (Walter-Werke), aby mohl dále pracovat na svých výzkumech. V roce 1936 postavil testovací miniponorku, na které zkoušel svou parní turbínu.

## Ponorky

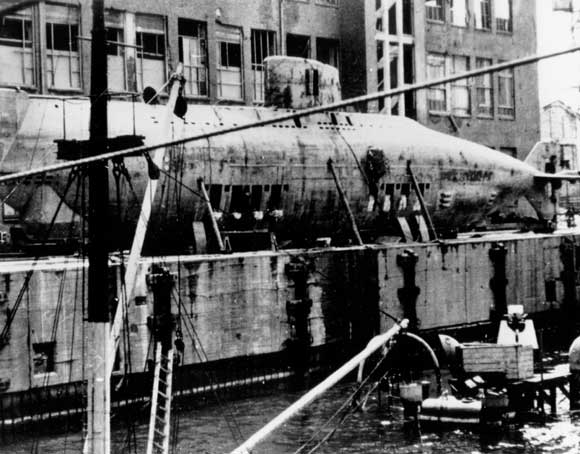
Walterovou turbínou poháněná ponorka typu XVIIB U 1406 po skončení války

Roku 1937 ukázal výsledky svých zkoušek Karlu Dönitzovi, který byl ohromen, a zajistil produkci skutečného prototypu ponorky podle jeho plánů. Konstrukce začala v roce 1939 a o rok později byla dokončena pod názvem V80. Walterova ponorka byla neozbrojená, 22 metrů dlouhá a dosahovala rychlosti 23 uzlů (asi 42 km/h), v době, kdy nejlepší soudobé ponorky dosahovaly rychlostí 8 uzlů (15 km/h).
Německá Kriegsmarine k ověření vojenské využitelnosti Walterových turbín získala čtyři pobřežní ponorky Typu XVIIA. Dále objednala sériovou výrobu jeho zdokonalených variant, stejně jako dvou oceánských ponorek Typu XVIII. Dokončeno bylo pouze sedm pobřežních ponorek z celkových třiceti objednaných. Žádná z nich nebyla bojově nasazena ve druhé světové válce a na konci války je potopily vlastní posádky. Walterův pohon se pro praktické využití ukázal jako příliš nevyzrálý, extrémně složitý a závislý na nedostatkovém palivu. Přesto ještě po válce s jeho využitím koketovali Britové, kteří od roku 1956 provozovaly dvě exprimentální ponorky třída Explorer. Pohonný systém však byl vyhodnocen jako nebezpečný a královské námořnictvo se přeorientovalo na jaderný pohon.

## Raketové motory
Souběžně s ponorkami se svoje motory Hellmuth Walter snažil uplatnit i v letectví. Jeho palivo mohlo být použito nejenom v turbíně, ale i v trysce. O Waltera se začal zajímat Wernher von Braun a jeho tým pracující v Peenemünde. V roce 1939 jejich spolupráce vyústila v Heinkel He 176, které se stalo prvním letadlem poháněným výhradně raketovým motorem na kapalné palivo. He 176 nebylo příliš výkonné, ale když se Walterův motor později zkombinoval s Lippischovým designem, vzniklo Messerschmitt Me 163, jedno z nejpozoruhodnějších letadel druhé světové války. V průběhu války Walter své palivo značně upravil, když začal používat H2O2 (T-Stoff) jako okysličovadlo společně s methanolovým palivem (C-Stoff). Výsledkem bylo palivo účinnější, ale zároveň explozivnější (důvod častých nehod Me 163). Vrcholem jeho snažení byl dvoupalivový motor HWK 109-509.

## Po válce
3. května 1945 byla továrna, ve které Walter pracoval, obsazena britskými jednotkami a on byl převezen do Velké Británie, kde pracoval pro Britské královské námořnictvo na přestavbě zabavených německých ponorek. Jeho koncept (AIP) byl ale brzy zavržen díky nástupu jaderných ponorek. V roce 1950 Walter emigroval do USA, kde žil až do své smrti roku 1980.

## Ocenění
V roce 1961 byl oceněn Medailí Rudolfa Diesela.